# Le Fils prodigue
Le Fils prodigue è un cortometraggio muto del 1912 diretto da Camille de Morlhon.
Fu uno dei primissimi film interpretati da Valentine Tessier che, all'epoca, aveva vent'anni. L'attrice, la cui ultima apparizione sullo schermo risale al 1979, nella sua carriera lavorò spesso per il cinema e, negli anni settanta, anche per la tv ma fu essenzialmente un'attrice teatrale.

## Produzione
Il film fu prodotto dalla Pathé Frères.

## Distribuzione
Distribuito dalla Pathé Frères, uscì nelle sale cinematografiche francesi il 24 maggio 1912.